# From Dusk till Dawn
From Dusk till Dawn er en amerikansk action-gyserfilm fra 1996, instrueret af Robert Rodriguez og skrevet af Quentin Tarantino. I hovedrollerne medvirker George Clooney, Harvey Keitel, Quentin Tarantino og Juliette Lewis.

## Handling
De to bankrøverbrødre Seth (George Clooney) og Richie Gecko (Quentin Tarantino) er på flugt og eftersøgt af F.B.I. og Texas Police. De tager en familie til fange, bestående af faren Jacob (Harvey Keitel) og hans børn. De prøver at slippe over grænsen til Mexico, og efter at have kommet over grænsen tager de ind på særdeles mærkværdig og stor stripbar (The Titty Twister) midt ude i ingenmandsland, og stedet viser sig at være mere end bare en bule for bikers og truckers. Efter at Santanico Pandemonium (Salma Hayek) optræder for et måbende publikum - og Seth - udvikler det hele sig til et orgie i blod og vold.

## Medvirkende
- Harvey Keitel – Jacob Fuller
- George Clooney – Seth Gecko
- Quentin Tarantino – Richard Gecko
- Juliette Lewis – Kate Fuller
- Ernest Liu – Scott Fuller
- Salma Hayek – Santanico Pandemonium
- Cheech Marin – Border Guard/Chet Pussy/Carlos
- Danny Trejo – Razor Charlie
- Tom Savini – Sex-Machine
- Fred Williamson – Frost
- Michael Parks – Earl McGraw
- Brenda Hillhouse – Hostage Gloria
- Tito & Tarantula – Bandet

## Taglines
- Vampires. No Interviews.
- From Quentin Tarantino. From Robert Rodriguez. From Dusk Till Dawn.
- The Showdown is on.
- One night is all that stands between them and freedom. But it's going to be a hell of a night.
- How far can Too Far go?

## Filmpriser

### Vundne priser
- Academy of Science Fiction, Fantasy & Horror Films, USA
  - Bedste mandlige hovedrolle – George Clooney
  - Bedste gyserfilm
- Amsterdam Fantastic Film Festival
  - Robert Rodriguez
- MTV Movie Awards 1996
  - Bedste mandlige hovedrolle – George Clooney

### Nomineringer
- Academy of Science Fiction, Fantasy & Horror Films, USA
  - Bedste instruktør – Robert Rodriguez
  - Bedste sminke
  - Bedste mandlige birolle – Harvey Keitel
  - Bedste mandlige birolle – Quentin Tarantino
  - Bedste kvindelige birolle – Juliette Lewis
  - Bedste manuskriptforfatter – Quentin Tarantino
- Razzie Award
  - Værste mandlige birolle – Quentin Tarantino